# 細川晴元
細川 晴元（ほそかわ はるもと）は、戦国時代の武将・大名。山城国・摂津国・丹波国・讃岐国・土佐国守護。細川京兆家17代当主。室町幕府の重鎮でもあり、宿敵の細川高国を追い落としその地位を得てから家臣だった三好長慶による下克上で失脚するまでの間、京の都・畿内に君臨していた。

## 概要
父は細川澄元、母は清泰院、嫡男は細川昭元。正室は三条公頼の長女であり、その縁から武田信玄、本願寺法主・顕如の義兄に当たる人物でもある。
当時、畿内で内乱状態にあった細川京兆家をまとめ、自らの政権を確立させた。のち、家臣・三好長慶の反乱で没落、勢威を取り戻せないまま没した。管領に就任したとする説があるが、史実ではない（詳細は後述及び管領項目参照のこと）。
晴元の諱は室町幕府12代将軍・足利義晴の偏諱を受けたものであるが、義晴の偏諱を受ける前や、義晴と敵対関係であった時期には六郎の通称（仮名）を諱の代わりに用いた。本記事での呼称は晴元で統一する。

## 生涯

### 高国との決戦

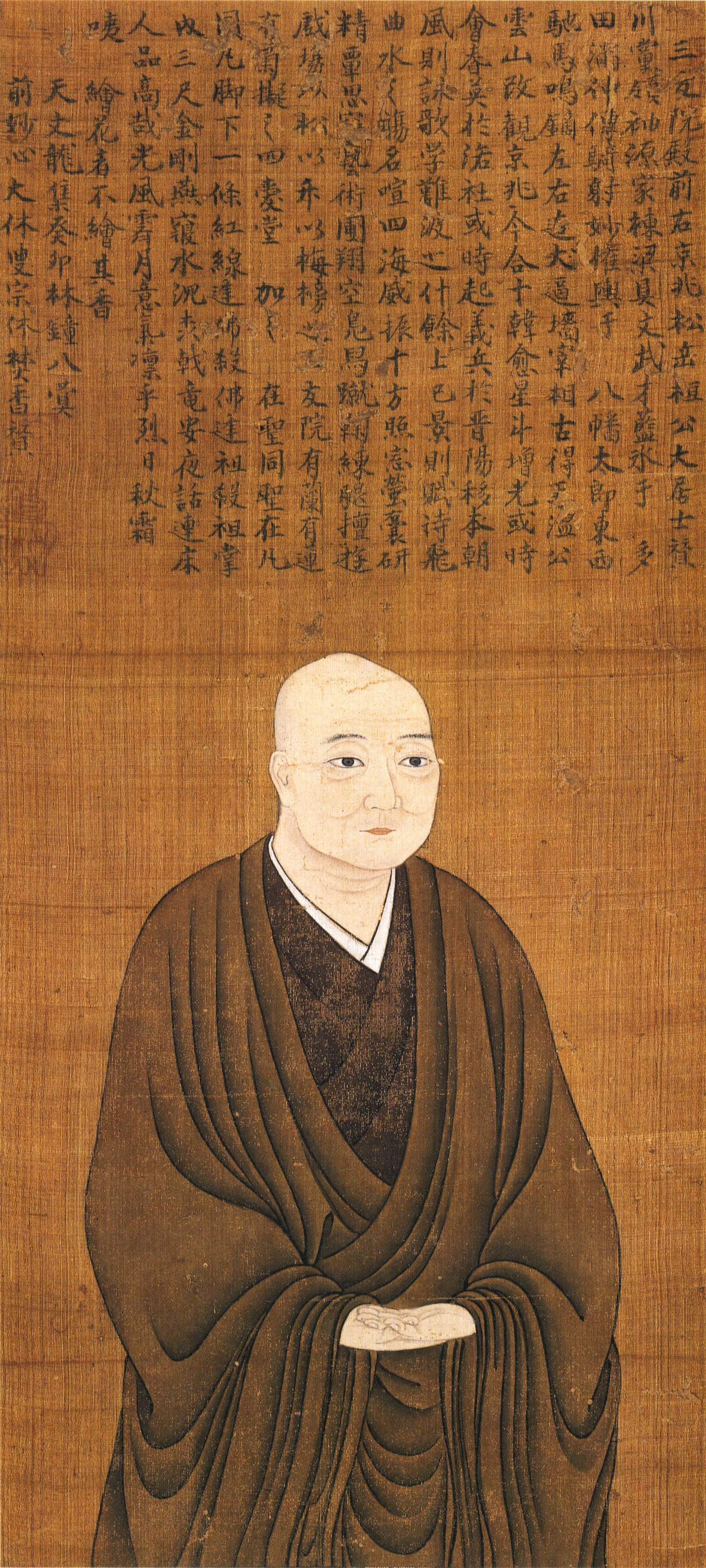
細川高国

永正11年（1514年）に細川澄元の子として誕生。永正17年（1520年）6月、父・澄元が阿波国で死去し、晴元が跡を継いだ。ただ、細川京兆家の家督を巡る細川高国との争いを続けていた父は、高国に幾度も煮え湯を飲まされ続けたまま死去し、晴元の継承時も劣勢を覆せていない苦しい状況が続いていた。一方、仇敵の高国は将軍・足利義稙を追放、代わって足利義晴を将軍に擁立して挿げ替えを断行するなど事実上の天下人として君臨しており、反撃の機会は遠のいていた。
だが大永6年7月13日（1526年8月20日）、従弟の細川尹賢からの讒言を信じた高国が配下の香西元盛を討った為に元盛の兄弟（波多野元清、柳本賢治）達に背かれ、勢力の内部分裂を自ら招いた。そんな収拾のつかない敵方の窮状につけ込むべく、13歳の晴元は三好元長に擁されて、同年10月に高国打倒の兵を挙げた。同年内には畿内まで進出し、高国に背いた波多野軍と合流した。
高国と晴元の争いは、細川氏の家督を奪い合う私闘であるにも係わらず、高国は現職の管領であることを利用して将軍・義晴を擁立していたために、名目上の官軍を称することができた。それでは晴元側は賊軍の扱いを受けてしまい、保身に奔る味方に離反される恐れを孕んでいたため、晴元側も義晴の弟・足利義維を擁立することで備えている。そもそも大永3年（1523年）に足利義稙が阿波国撫養に下向してきた時に細川讃州家の助力を得ようとしたが、当時の晴元は10歳の少年であったため助力することかなわず、失意のうちに義稙は没した。その後、当時の阿波守護で晴元の従弟・細川氏之は阿波の細川館で、将軍継嗣としての義維と、細川宗家継嗣としての晴元を一緒に養育していた（ただし、近年になって馬部隆弘は氏之は晴元の実弟（澄元の次男）であったとする説を提示している）。
大永7年（1527年）2月12日、高国との決戦に勝利（桂川原の戦い）。義晴を擁したままの高国を近江国へ追い落とすと、和泉国堺を本拠とした晴元は、都落ちにより実態を失った高国政権に替わるべく、義維を将軍に戴く「堺公方府」という擬似幕府を創設した。
ここまで三好元長の功績は抜群だったが、元長は柳本賢治と傍流の三好政長らと対立し、晴元も元長が細川高国との和睦を図ったことで不満を抱き、賢治らの讒言を受け入れていたため、享禄2年（1529年）に憤慨した元長の阿波下向という事態を招き堺公方府の軍事力を低下させてしまった。高国も備前国守護代の浦上村宗と結託して再起を図り挙兵、迎撃に向かった賢治は享禄3年（1530年）に高国の刺客に暗殺され、勢いに乗った高国・村宗らが摂津国へ侵攻して堺公方府を窮地に立たせた。
享禄4年（1531年）になると細川高国に摂津の大半を制圧された上、京都も高国派の内藤彦七に奪回され堺公方府は攻撃の危機に晒されるものの、同年2月に三好元長と和睦。3月に元長に高国軍の進撃を阻ませて膠着化に持ち込む（中嶋の戦い）と、6月4日（7月17日）には来援の赤松政祐（晴政）による高国への支援を装った騙し討ちが決め手となって、細川高国・浦上村宗軍を壊滅させた（天王寺の戦い）。
戦後、高国には逃亡されるも6月5日には潜伏中の摂津国尼崎で捕縛し、8日には尼崎の広徳寺で自害させ（大物崩れ）、亡父の仇を討った。

### 権力基盤の確立に向けて

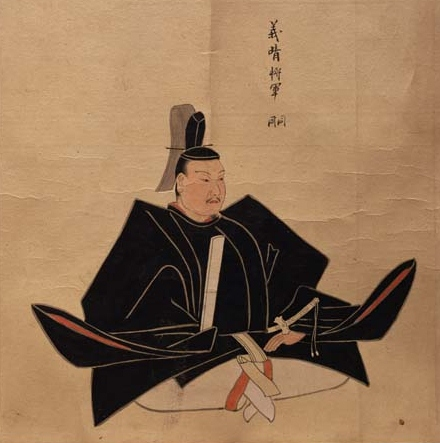
足利義晴

それまでの権力者だった細川高国を滅ぼした晴元だったが、堺公方府としての政権奪取というこれまでの方針を転換。現将軍・義晴と和睦し、その管領に就こうとしたため、三好元長と対立する。細川京兆家の家督と管領の座さえ手に入れば、別に義晴が将軍のままでも良かったという事である。共通の敵・高国を滅ぼして僅か2ヶ月で内部対立が表面化した堺公方府であったが、高国討伐の功労者であった元長に対し、それを邪魔者と見る畿内の国衆が晴元の下に結集した。
享禄5年（1532年）、晴元が肩入れする木沢長政を攻撃する元長を排除すべく、茨木長隆ら摂津国衆が策謀を凝らして本願寺第10世法主・証如に一向一揆の蜂起依頼を提言。証如の快諾で蜂起した一揆軍によって自らの手を汚す事なく元長を堺で敗死させただけでなく、不和になった足利義維の阿波への放逐にも成功した（飯盛城の戦い）。長政の主君で、元長の支援を受けていた畠山義堯も巻き込まれ、一向一揆に討たれている。
内部の反対派を排除し、将軍・義晴と和睦できた晴元は、蜂起したまま乱行を重ねた一向一揆軍の鎮圧に神経を費やした。一向宗の対立宗派であった法華宗とも協力して法華一揆を誘発させ、他にも領内で一向宗の活動に悩まされていた近江国の六角定頼とも協力して山科本願寺を攻めた（山科本願寺の戦い）。山科本願寺焼亡後、石山本願寺に移転した一向一揆と戦い、天文2年（1533年）に一向一揆の反撃に遭い堺から淡路国へ亡命したが、摂津池田城へ復帰して体勢を立て直し、天文4年（1535年）に和睦した（享禄・天文の乱）。天文3年（1534年）に木沢長政の仲介で三好元長の嫡男・三好長慶とも和睦して家臣に組み入れた。
天文5年（1536年）、京都で勢力を伸ばした法華衆に対し、比叡山延暦寺・六角定頼と連合して壊滅させた（天文法華の乱）。同年に細川高国の残党を率いて敵対していた高国の弟・晴国も討ち取り畿内を安定させた。同年、管領に就任。天文6年（1537年）に右京大夫に任官された。なお、この年の4月19日には六角定頼の猶子となっていた三条公頼の娘が晴元に嫁いでいる。
一方で足利義晴が本来は敵方である晴元に対抗するために権力機構を整備したこと、六角定頼の幕府内での発言力が高まったこと、両細川の乱以前からの細川京兆家譜代の家臣（内衆）の多くが細川高国配下として運命を共にしたことによる京兆家の政治的ノウハウの喪失などによって幕政における細川京兆家の発言力が大きく低下したとする指摘もある。

### 晴元政権時代

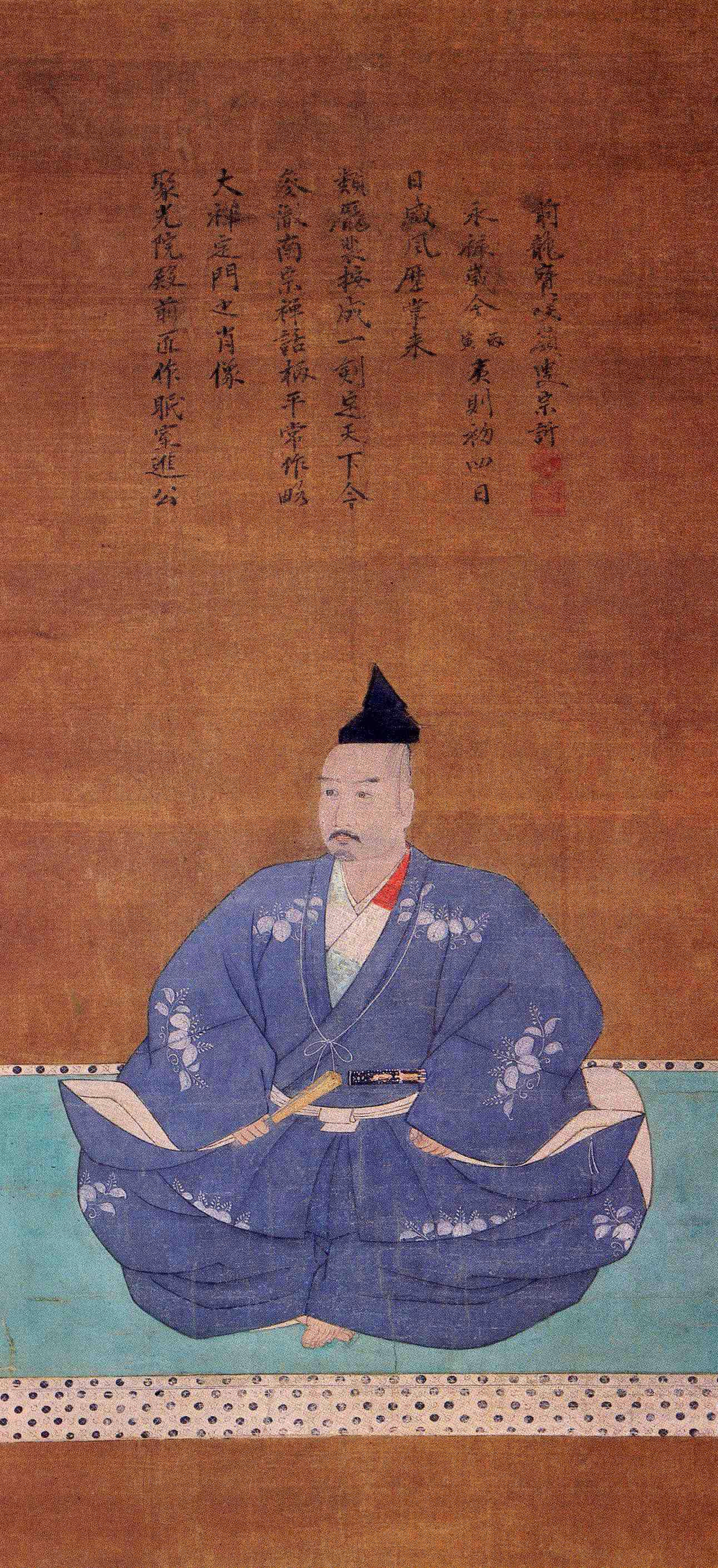
三好長慶

天文8年（1539年）、上洛した三好長慶が同族の三好政長と河内十七箇所を巡って争い、晴元は政長に肩入れして長慶と対立したが、義晴と六角定頼の仲介で長慶と和睦した。この時は小競り合いに終わったが、天文10年（1541年）には増長した木沢長政が造反し、政長の排除を訴えられた時も拒絶、京都郊外の岩倉へ逃れ、翌天文11年（1542年）に摂津芥川山城へ移り反撃、長慶・政長と河内国の遊佐長教による活躍で長政を討ち取っている（太平寺の戦い）。
しかし反乱はなおも続き、天文12年（1543年）、亡き細川高国の養子・細川氏綱が晴元打倒を掲げて和泉国で挙兵。この反乱は同年の内に治まったが、天文14年（1545年）には山城国で高国派の細川元治・元全・国慶3代と丹波国の内藤国貞らが挙兵、三好長慶・政長ら諸軍勢を率いて反乱を鎮圧した。天文15年（1546年）8月に氏綱が畠山政国や遊佐長教の援助で再挙兵、長慶の動きを封じて摂津国の殆どを奪い取った。氏綱と畠山政国・遊佐長教らが手を結んだだけでなく、9月に上野国慶も再挙兵して京都へ入ったため晴元は丹波国へ逃亡する。
この年の12月に将軍・義晴も滞在先の近江国坂本で嫡男・菊幢丸を元服させた上で将軍職を譲るが、この際に六角定頼が管領代に任じられ、本来は管領が行うべき加冠役（烏帽子親）を務めた（『光源院殿御元服記』）。これは、従来は管領である晴元が出陣中であったため定頼が代行したと解されていたが、近年では文字通り管領が空席であった（＝晴元は管領ではなかった）と解する説が出されている。この説によれば、当時の管領の職務は儀礼的分野に留まり、もし晴元が坂本に駆けつけられる状態であればこの元服の儀に先立って管領に任命された筈であるが、実際にはそれが不可能であったために近江の守護である定頼が管領代に任じられ、晴元は最後まで管領に任じられなかったとされる。いずれにしても、慣例に反して細川氏よりも家格が下がる六角氏の当主を将軍の烏帽子親にする行為は晴元の面子を踏みにじるものであった。また、義藤の元服の翌日に行われた将軍宣下の儀式に遊佐長教（氏綱派の畠山政国の重臣）が参列していることに注目し、氏綱も長教を通じて管領に就任して義藤の烏帽子親になろうと工作を図っており、もし氏綱が坂本に駆けつけられる状態であればこの元服の儀に先立って管領に任命された筈であるが、実際にはそれが不可能であったことと晴元の舅である定頼がこれに反対する意図で管領代として烏帽子親を務めたとする見方もある。やがて義晴父子も氏綱の支持に転じて、晴元と敵対する。
これに対して、晴元は11月に三好長慶の居城である摂津越水城から北の神呪寺へ移り、越水城で待機していた長慶と協議して翌天文16年（1547年）に反撃、摂津の細川氏綱方を打ち破り摂津を平定、7月21日に長慶が細川氏綱・遊佐長教らに舎利寺の戦いで勝利、義晴とも閏7月に定頼の協力で和睦して氏綱の反乱をようやく鎮圧した。
天文17年（1548年）5月6日、かつて細川氏綱に寝返った摂津国人・池田信正を切腹させたことにより三好長慶と他の摂津国人衆の離反を招き、8月に三好一族の和を乱す三好政長討伐の認可要請を長慶から出されても拒否すると、10月には氏綱側へ転属した長慶に挙兵され、摂津榎並城を攻囲される。その榎並城で籠っていた政長の子・政勝を見捨てては畿内の国衆から見限られる恐れがあるため、晴元は戦力で劣るまま摂津国江口において長慶らと戦うこととなった。しかし、正面からの主力決戦を回避し、あくまでも六角軍の到来を待ってから決戦に臨もうとしたため、機先を制せられた晴元の主力は戦わないまま敗北する（江口の戦い）。この戦いで三好政長・高畠長直ら多くの配下を失った晴元は追撃を恐れて、将軍・義輝らと共に近江国坂本まで逃れた。

### 没落と晩年

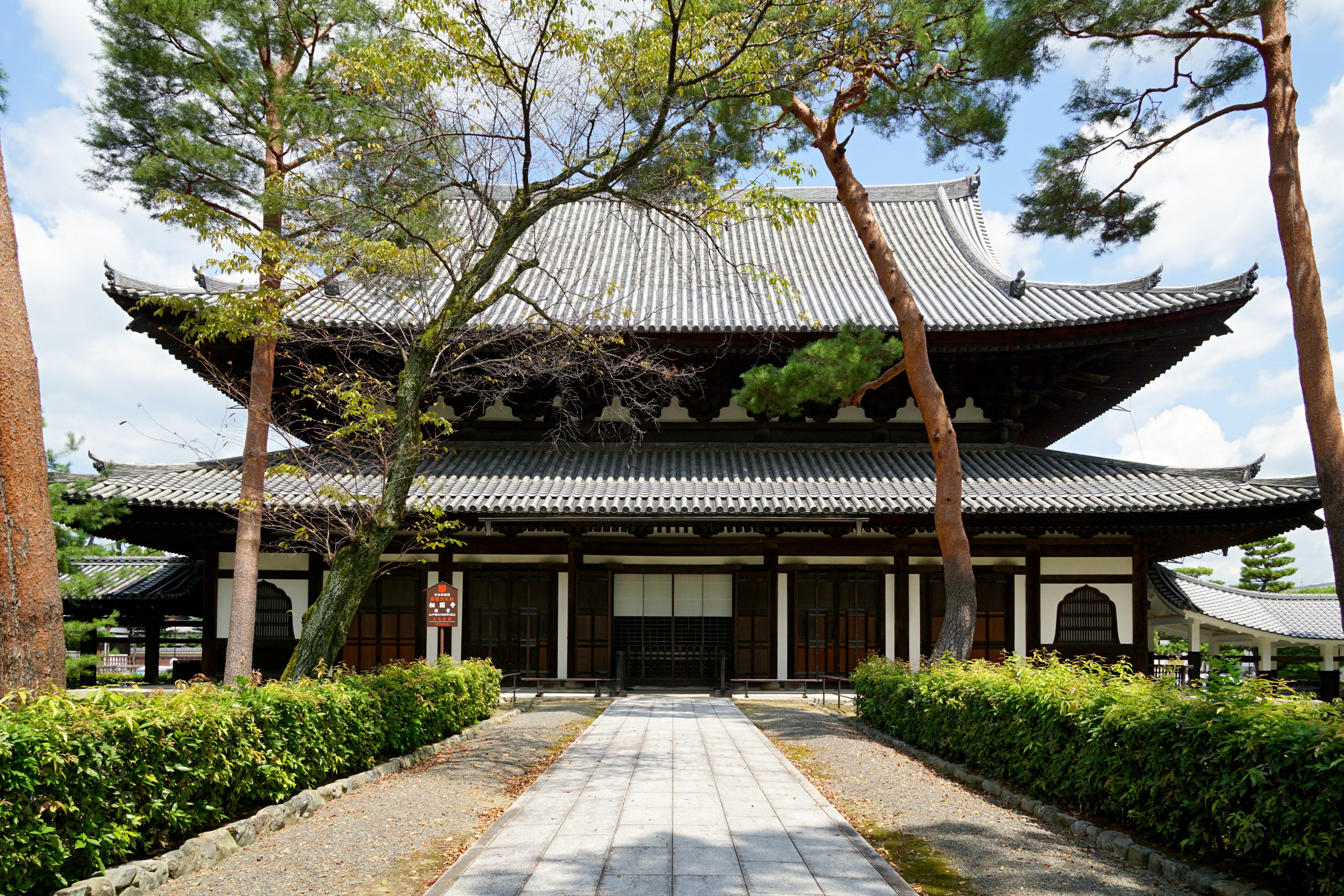
相国寺 法堂（重要文化財）

晴元や足利義輝ら現職の将軍、管領が不在となった京都には三好長慶と細川氏綱が上洛、長慶が幕府と京都の実権を握った（三好政権）。近江へ逃亡した晴元は天文19年（1550年）に足利義晴が死去してからは義輝を擁立し、香西元成や三好政勝など晴元党の残党を率いて東山の中尾城と丹波国を拠点に京都奪回を試みたが成功せず中尾城を破棄（中尾城の戦い）。
天文20年（1551年）、丹波衆を率いた元成・政勝が長慶軍に敗れ（相国寺の戦い）、天文21年（1552年）1月に長慶と義輝が和睦して義輝が上洛、氏綱が細川氏当主となり嫡男の聡明丸（後の昭元）が長慶の人質になっても晴元は和睦を認めず出家し、若狭国守護の武田信豊を頼り若狭国へ下向する。信豊は細川氏の領国である丹波へ派兵する。
それからは丹波国から度々南下して三好軍を脅かし、天文22年（1553年）3月に義輝と三好長慶が決別、7月に義輝から赦免されると再度義輝と共に長慶と交戦した。
しかし、8月に義輝方の霊山城が三好軍に落とされると、義輝と共に近江国朽木へ逃亡した。
丹波国では香西元成・三好政勝らが波多野元秀と手を結び長慶派の内藤国貞を討ち取ったが、国貞の養子で長慶の部将・松永長頼に反撃されて丹波の殆どを平定され、弘治3年（1557年）頃に元秀が長頼に没落させられ丹波は三好領国となった。播磨国でも元成が明石氏と結んだが、弘治元年（1555年）に明石氏が三好軍に攻撃され降伏、勢力拡大した長慶の前に手も足も出せなくなった。
永禄元年（1558年）、上洛を図り将軍山城で三好軍と交戦するも（北白川の戦い）、六角義賢の仲介で義輝と三好長慶が再び和睦を結ぶと坂本に止まる。
永禄4年（1561年）、隠居の晴元は次男の細川晴之を細川家の当主に見立て、六角・畠山軍と共に近江に反三好の兵を挙げさせる。三好軍に敗退し晴之は戦死、三好長慶と和睦するも、摂津の普門寺城に幽閉された。

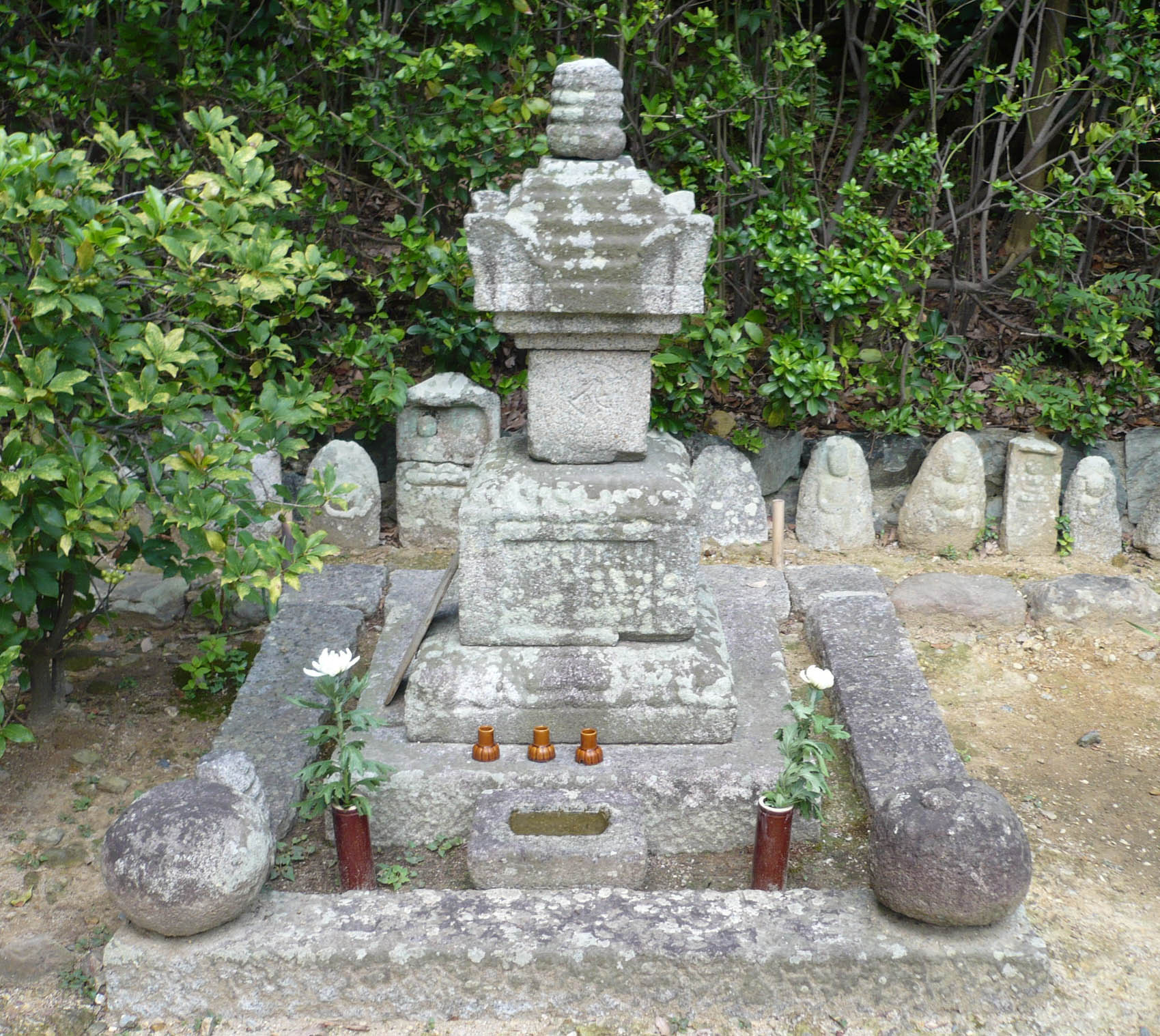
細川晴元の宝篋印塔

永禄6年（1563年）3月1日、普門寺で死去した。享年50。
晴元の死後は昭元（信良）が家督を相続したが、かつての威勢を取り戻せず没落していった。細川氏綱は管領に就任したとされるものの史料的な裏づけはなく、ほどなく死去、以降は誰も管領に任命されなかった。後に、昭元は織田信長に仕え、子孫は縁者の秋田氏を頼り、三春藩の家老として遇された。

## 側近
晴元には、晴元自身に仕えて取次をする者と、将軍や諸大名といった部外者と交渉が行える者の2種類の側近がいた。前者は、湯浅国氏、古津元幸、高畠長信などが、後者は、木沢長政、三好政長、三好長慶などがいた。

## 系譜
- 父：細川澄元（1489-1520）
- 母：清泰院
- 正室：三条公頼娘
- 継室：六角定頼娘
  - 男子：細川昭元（1548-1592/1615）
- 生母不明の子女
  - 男子：細川晴之?
  - 女子：朝倉義景正室
  - 女子：飯尾定宗室
  - 女子：勝興寺顕栄室
- 養子
  - 女子：如春尼（1544-1598） - 顕如室、三条公頼三女